# Mansur al-Amir Bi-Ahkamillah
Pour les articles homonymes, voir Al-Mansur.
Mansur al-Amir Bi-Ahkamillah, né le 31 décembre 1096 et mort le 8 octobre 1130, est le 10e calife fatimide et le 20e Imam mustalien de 1101 à 1130. 
Fils d'al Musta'lî, il lutte notamment contre la secte des Nizârites (« Assassins ») qui contestaient la légitimité de son père et croyaient que son oncle, Nizâr, avait été occulté. Dans cette optique, son vizir Al-Ma'mûn Al-Batâ'ihî met en place l'une des premières procédures étatiques d'identification, procédant en 1121, au Caire, à l’enregistrement systématique du « nom de tous les habitants, rue par rue et quartier par quartier » et interdit « à quiconque de déménager sans son autorisation expresse ». L’administration surveille aussi les surnoms, la situation et les moyens d’existence des habitants, et recueille les noms de tous les étrangers leur rendant visite.
Al-Âmîr meurt assassiné en 1130 par un groupe d'assassins nizârites.
Son fils Abû al-Qâsim al-Tayyib s'est occulté pour devenir selon la tradition Tayyibi le 21e Imam mustalien. 
Un neveu, al-Hafiz, prend alors le pouvoir, ce qui provoque un schisme entre les Tayyibi et les Hafizi.